# Horné Vestenice
Horné Vestenice este o comună slovacă, aflată în districtul Prievidza din regiunea Trenčín. Localitatea se află la altitudinea de 255 m deasupra n.m., se întinde pe o suprafață de 9,96 km2 și în 2017 număra 629 de locuitori.

## Istoric
Localitatea Horné Vestenice este atestată documentar din 1332.

## Demografie
| An:                | 1994 | 2004   | 2014   | 2024   |
| ------------------ | ---- | ------ | ------ | ------ |
| Număr de persoane: | 630  | 608    | 612    | 620    |
| Diferență:         |      | −3,49% | +0,65% | +1,30% |

| An:                | 2023 | 2024   |
| ------------------ | ---- | ------ |
| Număr de persoane: | 622  | 620    |
| Diferență:         |      | −0,32% |